# Копцева, Наталья Петровна
Ната́лья Петро́вна Ко́пцева (род. 29 июля 1963, Сысерть, Свердловская область, СССР) — российский философ, культуролог, общественный деятель, специалист в области онтологии и теории познания, философии искусства, истории философии и истории религий, теории и истории культуры, теории и практике прикладных культурных исследований. Исследователь культуры и искусства коренных малочисленных народов Севера. Разработчик (совместно с Д. В. Пивоваровым и В. И. Жуковским) современной теории изобразительного искусства и метода философско-искусствоведческого анализа произведений изобразительного искусства и культуры.
Доктор философских наук (2000), профессор (2004). Профессор и заведующий кафедрой культурологии и искусствоведения Гуманитарного института Сибирского федерального университета (с 2020). Исполняющая обязанности директора Международной северной школы и исполняющая обязанности руководителя по научной работе Института Севера и Арктики Сибирского федерального университета (с 2020). Руководитель красноярских региональных общественных организаций «Содружество просветителей Красноярья» и «Союз молодых учёных Красноярского края».
Председатель Общественного совета при Агентстве по развитию северных территорий и поддержке коренных малочисленных народов Красноярского края. Член Общественной палаты Красноярского края. Руководитель экспертной группы по вопросам сохранения традиционной культуры коренных малочисленных народов Севера и член президиума Экспертно-консультативного совета по делам коренных малочисленных народов Севера, Сибири и Дальнего Востока Российской Федерации при Полномочном представителе Президента Российской Федерации в Сибирском федеральном округе.

## Биография
Родилась 29 июля 1963 года в городе Сысерти Свердловской области в семье инженеров Сысертской мебельной фабрики. Род происходит из крестьян, в XVII веке переселившихся из Центральной России на Урал. Отец — Пётр Александрович Деменьшин (10 февраля 1937 — 10 октября 2010) родился посёлке Мартюш под Каменск-Уральском в семье раскулаченных ссыльнопоселенцев (все реабилитированы в 1946 году), в разное время работал главным электриком, главным механиком и главным инженером Сысертской мебельной фабрики. Бабушка работала на шахте и была награждена почётным званием «Мать-героиня», а дедушка в Великую Отечественную войну являлся тружеником тыла, за что был неоднократно награждён, включая медаль «За доблестный труд в Великой Отечественной войне 1941—1945 гг.».
В 1980 году окончила школу № 6 имени П. П. Бажова г. Сысерти. Работала на Сысертской мебельной фабрике.
В 1981 году поступила, а в 1987 году окончила философский факультет Уральского государственного университета имени А. М. Горького по специальности «Философия».
В 1987—1992 годах работала ассистентом на кафедре философии Сибирского технологического института С начала 2000-х годов являлась профессором этой кафедры.
В 1992—1996 годах работала ассистентом и старшим преподавателем, в 1996—1998 годах — доцент кафедры философии, в 1998—1999 годах — доцент кафедры теории и истории культуры, в 2001—2006 годах — профессор (учёное звание присвоено в 2004 году) и заведующий кафедрой теории культуры и социально-культурной деятельности Красноярского государственного университета. В 1999—2000 годах — заместитель декана, а в 2001—2014 годах — декан факультета искусствоведения и культурологии Красноярского государственного университета, Института естественных и гуманитарных наук Сибирского федерального университета и Гуманитарного института Сибирского федерального университета. В 2006—2020 годах — профессор и заведующий кафедрой культурологии, а с 2020 года по настоящее время — профессор и заведующий кафедрой культурологии и искусствоведения Гуманитарного института Сибирского федерального университета. С 1 сентября 2020 года — исполняющая обязанности руководителя по научной работе Института Севера и Арктики Сибирского федерального университета и исполняющая обязанности директора Международной северной школы.
В 1996 году защитила диссертацию на соискание учёной степени кандидата философских наук по теме «Проблема истины в фундаментальной онтологии Мартина Хайдеггера» (специальность 09.00.01 — «Онтология и теория познания»). В 2000 году в Иркутском государственном университете защитила диссертацию на соискание учёной степени доктора философских наук по теме «Проблема истины в современной философии» (специальность 09.00.01 — «Онтология и теория познания»); научный консультант — доктор философских наук, профессор А. Я. Райбекас; официальные оппоненты — доктор философских наук, профессор В. А. Балханов, доктор философских наук, профессор Ю. А. Серебрякова и доктор философских наук, профессор Г. С. Малыгин; ведущая организация — кафедра философии Алтайского государственного университета.
С 2007 года — ведущий редактор серии «Гуманитарные науки» научного журнала «Журнал Сибирского федерального университета». Главный редактор научных журналов «Северные архивы и экспедиции», «Сибирский антропологический журнал», «Социология искусственного интеллекта» (в 2020–2021 годы — «Социальная антропология Сибири») и «Цифровизация» (2020–2021 годы – «Этнические процессы Арктики, Севера и Сибири»). До 16 декабря 2018 года — главный редактор журнала «Социодинамика» («NB: Проблемы политики и общества»). Член редакционного совета научного журнала «Контекст и рефлексия: философия о мире и человеке».
Автор более 250 научных трудов. Подготовила 26 кандидатов наук и 2 докторов наук.
Председатель объединённого диссертационного совета Д 999.029.02 Сибирского федерального университета и Тувинского государственного университета. Член диссертационного совета Д 212.299.04 при Забайкальском государственном университете. Член диссертационного совета Д 212.099.17 при Сибирском федеральном университете.

## Научная деятельность

### Концепция понимания истины
Основными областями научных разработок Н. П. Копцевой являются онтология, аксиология и телеология, проблематика истины. В её представлении истина является многогранным понятием, охватывающим несколько аспектов:
1. онтологический аспект — истинное бытие, включающее в себя возможное тождество бытия, суждения, оценки.
2. аксиологический аспект — характеристика содержания действительного бытия (людей), включающая в себя ценностный составляющую отношения к бытию.
3. гносеологический аспект — характеристика знания о действительном бытии.
4. духовно-практическое изменение человеческого бытия.

Н. П. Копцева полагает, что целостность человека на индивидуальном, социальном, космическом уровнях бытия это и есть цель истины. Основная антиномия философской истины заключается в том, что концепция истины должна исходить лишь из тех познавательных способностей, которые обнаруживают себя в действительном познавательном опыте, и в то же время сомневаться в тех своих мыслительных содержаниях, которые не поддаются бесконечному воспроизведению. Таким образом получается, что абсолютная истина недостижима. С другой стороны, концепция истины исходит из всех познавательных способностей, включая устанавливающие собственную несовершенность и указывающие направление в области абсолютного бытия, недоступные этим познавательным способностям. Но в свою очередь они непосредственно доступны целостному человеческому существу, доверяющему себе, поэтому абсолютная истина достижима.

### Исследование культуры
В работах Н. П. Копцевой большое внимание уделяется творчеству, как ключевому фактору развития культурных возможностей Красноярского края.

### Участие в научных мероприятиях
2-3 декабря 1999 года принимала участие в «Российской конференции по проблемам преподавания и современному состоянию религиоведения в стране» проходившей под эгидой Всероссийской государственной библиотеки иностранной литературы имени М. И. Рудомино.
Со 2 июня 2009 года является научным руководителем постоянно действующего учебно-научно-методического семинара «Теория и практика прикладных культурных исследований».
27-29 октября 2011 года выступила в качестве главного организатора Международной научно-практической конференции «Этническая миграция в постсоветском пространстве Центральной Сибири: интеграционно-адаптационные процессы», проходившей в Государственной универсальной научной библиотеке Красноярского края и Сибирском федеральном университете, под эгидой Управление общественных связей Губернатора Красноярского края, Управления Федеральной миграционной службы по Красноярскому краю, Государственной универсальной научной библиотеке Красноярского края, Сибирского федерального университета и факультета искусствоведения и культурологии Гуманитарного института СФУ.
25-26 июня 2012 года принимала участие в международной научно-практической конференции с элементами научной школы для молодежи «Правовая политика и развитие российского законодательства в условиях модернизации» проходившей по эгидой Юридического института Сибирского федерального университета, Саратовского филиала Института государства и права РАН и «Ассоциации юристов России» в рамках совместного круглого стола журналов «Государство и право» (Москва), «Правовая политика и правовая жизнь» (Саратов) и «Журнал Сибирского федерального университета» (Красноярск).
12 — 13 сентября 2012 года выступила в качестве участника и одного из организаторов Научной конференции с международным участием «История изучения и освоения Арктики — от прошлого к будущему», проходившей в Северном (Арктическом) федеральном университете им. М. В. Ломоносова под эгидой Федеральной службы по гидрометеорологии и мониторингу окружающей среды (Росгидромет), Северного (Арктического) федерального университета им. М. В. Ломоносова, Северное управление по гидрометеорологии и мониторингу окружающей среды Росгидромета при участии Архангельского центра Русского географического общества.

### Научные проекты
22 апреля 2010 года по итогам открытого конкурса на выполнение научно-исследовательских работ по проекту: «Проведение поисковых научно-исследовательских работ по направлению „Философские науки, социологические науки и культурология“ в рамках мероприятия „Проведение научных исследований научными группами под руководством докторов наук“ федеральной целевой программы „Научные и научно-педагогические кадры инновационной России“ на 2009—2013 годы», в котором участвовало более 70 вузов Российской Федерации, научный культурологический проект «Культура коренных и малочисленных народов Севера в условиях глобальных трансформаций: форсайт-исследование до 2050 г.», предложенный творческим коллективом студентов, аспирантов, ассистентов, преподавателей кафедр Гуманитарного института Сибирского федерального университета под руководством Н. П. Копцевой стал одним из шести победителей, получив трёхлетний грант на общую сумму 4 800 000 рублей.
9 июля 2012 года «Красноярский краевой фонд поддержки научной и научно-технической деятельности» признал проект Н. П. Копцевой «Механизмы взаимодействия органов власти, бизнеса и этнокультурных групп коренных малочисленных народов Севера, Сибири и Дальнего Востока в условиях глобальных трансформаций (на материале Сибирского федерального округа)» в качестве одного из 24 победителей конкурса «Экономические, социальные и правовые аспекты развития края», из более чем 130 участников, утвердив финансирование в размере 1 750 000 рублей.

## Общественная деятельность
С 2003 года — член Экспертного клуба «Комитет развития».
С 2007 года — координатор фонда «Oxford Russia Fund» в Сибирском федеральном университете.
С 2009 года — член Комиссии Министерства культуры Красноярского края по соблюдению требований к служебному поведению государственных гражданских служащих и урегулированию конфликта интересов.
С 2010 года — директор «Красноярского культурологического общества» (Красноярского филиала Российского научно-образовательного культурологического общества), член Российского философского общества, член Королевского антропологического института Великобритании и Ирландии.
С 2011 года — член президиума Экспертно-консультативного совета по делам коренных малочисленных народов Севера, Сибири и Дальнего Востока Российской Федерации при Полномочном представителе Президента Российской Федерации в Сибирском федеральном округе, руководитель экспертной группы по вопросам сохранения традиционной культуры коренных малочисленных народов Севера.
14 апреля 2011 года принимала участие в IV общегородской ассамблеи «Красноярск. Технологии будущего», где выступала руководителем кластерного проекта «Формирование модели специалиста нового поколения для сферы культуры и искусства».
С 4 мая 2016 года — руководитель Красноярской региональной общественной организации «Содружество просветителей Красноярья».

## Научные труды

### Диссертации
- Копцева Н. П. Проблема истины в фундаментальной онтологии Мартина Хайдеггера / Дис. … канд. филос. наук :09.00.01. — 1996.
- Копцева Н. П. Проблема истины в философском познании / Дис. … д-ра филос. наук : 09.00.01. — Иркутск: ИГУ, 2000. — 385 с.

### Монографии, книги, пособия
- Копцева Н. П. Проблема истины в философии: от Аристотеля до Э. Гуссерля / Деп. в ИНИОН. 12.02.96 № 51176.. — Красноярск: КрасГУ, 1996.
- Копцева Н. П. Содержательное решение проблемы истины в философии М. Хайдеггера / Деп. в ИНИОН. 13.02.1996. № 51181. — Красноярск: КрасГУ, 1996.
- Копцева Н. П. Проблема истины в современной онтологии. — Красноярск: КрасГУ, 1997.
- Копцева Н. П. Философия религии. — Красноярск: Краснояр. гос. ун-т, 1999. — 120 с.
- Копцева Н. П. Основные философские концепции истины: историко-философские и религиоведческие очерки. — Красноярск: Краснояр. гос. ун-т, 2000. — 314 с.
- Копцева Н. П. Философия. Истина как цель и смысл: введение в алетологию: монография. — Красноярск: СибГТУ, 2003. — 192 с.
- Копцева Н. П. Философия XVII века: Учебное пособие. — Красноярск: СибГТУ, 2002. — 62 с.
- Копцева Н. П. Введение в алетологию. — Красноярск: Краснояр. гос. ун-т, 2002. — 343 с.
- Копцева Н. П. История, религия, мифология, философия древней и средневековой Индии : Учеб. пособие / Н. П. Копцева; М-во образования Рос. Федерации. Краснояр. гос. ун-т. Фак. искусствоведения и культурологии. — Красноярск: Краснояр. гос. ун-т, 2003.
- Жуковский В. И., Копцева, Н. П. Искусство Востока. Индия: Учеб. пособие / Рецензенты: А. И. Панюков, д-р филос. наук, профессор, начальник кафедры философии СибЮИ МВД России, Р. И. Иванова, д-р филос. наук, профессор кафедры философии СибГТУ; Рекомендовано СибРУМЦ для межвузовского использования в качестве учебного пособия.). — Красноярск: Краснояр. гос. ун-т, 2005. — 402 с. — ISBN 5-7638-0575-5.
- Жуковский В. И., Копцева Н. П., Пивоваров Д. В. Визуальная сущность религии: монография / Федерал. агентство по образованию, Краснояр. гос. ун-т. — Красноярск: КрасГУ, 2006. — 460 с.
- Копцева Н. П. Классические языки. Латинский язык. Ч. 1. — Красноярск: КрасГУ, 2006.
- Копцева Н. П. История, религия, мифология и философия Древнего Египта: учеб. пособие. В 2 тт / Рецензенты: д-р филос. наук, профессор А. И. Панюков (Сиб. юрид.ин-т), д-р филос. наук, проф. Л. И. Григорьева (Краснояр. гос. пед. ун-т); Рекомендовано СибРУМЦ ВПО для межвузовского использования в качестве учебного пособия для студентов обучающихся по направлению подготовки 031500 «Искусствоведение». — Красноярск: Сибирский федеральный университет, 2007. — 586 с. — ISBN 978-5-7638-6737-0.
- История религии: конспект лекций / История религии : УМКД № 35-2007 /рук. творч. коллектива Н. П. Копцева. — Красноярск: ИПК СФУ, 2008. — 390 с.
- История религии: метод. указания по самостоятельной работе / История религии : УМКД № 35-2007/рук. творч. коллектива Н. П. Копцева. — Красноярск: ИПК СФУ, 2008.
- История религии: метод. указания к семинарским и практическим занятиям / История религии : УМКД № 35-2007 /рук. творч. коллектива Н. П. Копцева. — Красноярск: ИПК СФУ, 2008.
- История религии : организац. — метод. указания / История религии : УМКД № 35-2007 /рук. творч. коллектива Н. П. Копцева. — Красноярск: ИПК СФУ, 2008.
- История религии. Версия 1.0 (Электронный ресурс): электрон. учеб.-метод. комплекс.  — Электрон. дан. (91 Мб) / (История религии : УМКД № 35-2007 /рук. творч. коллектива Н. П. Копцева). — 1 электрон опт. диск (DVD). — Систем. требования : Intel Pentium (или аналогичный процессор других производителей) 1 Ггц; 512 Мб оперативной памяти ; 56 Мб свободного дискового пространства, привод DVD, операционная система Mikrosoft Windows 2000 SP4 / XP SP 2 / Vista (32 бит) ; Adobe Reader 7.0 (или аналогичный продукт для чтения файлов формата pdf). — (Номер гос. регистрации в ФГУП НТЦ «Информрегистр» 0320802375 от 21.11.2008 г.). — Красноярск: ИПК СФУ, 2008.
- История религии. Банк тестовых заданий. Версия 1.0 (Электронный ресурс) : контрольно-измерительные материалы. — Электрон. дан. (49 Мб) / (История религии : УМКД № 35-2007 /рук. творч. коллектива Н. П. Копцева). — 1 электрон. опт. диск (DVD). — Систем. требования : Intel Pentium (или аналогичный процессор для чтения файла формата pdf). — (Номер гос. регистрации в ФГУП НТЦ «Информрегистр» 0320802370 от 21.11.2008 г.).. — Красноярск: ИПК СФУ, 2008.
- История религии. Презентационные материалы. Версия 1.0 (электронный ресурс) : наглядное пособие. — Электрон. дан. (3 Мб) / (История религии : УМКД № 35-2007 /рук. творч. коллектива Н. П. Копцева). — 1 электрон. опт. диск (DVD). — Систем. требования : Intel Pentium (или аналогичный процессор других производителей) 1 Ггц ; 512 Мб оперативной памяти ; 3 Мб свободного дискового пространства; привод DVD ; операционная система Mikrosoft Windows 2000 SP4 / XP SP 2 / Vista (32 бит) ; Adobe Reader 7.0 (или аналогичный продукт для чтения файлов формата pdf). — (Номер гос. регистрации в ФГУП НТЦ «Информрегистр» 0320802374 от 21.11.2008 г.). — Красноярск: ИПК СФУ, 2008.
- Копцева Н. П., Лозинская В. П. Музыкальное искусство в системе ценностей культуры / Федер. агентство по образованию РФ, Сиб. федер. ун-т.. — Красноярск: СФУ, 2009. — 115 с. — 100 экз.
- Ноздренко Е. А., Копцева Н. П. Система культуры: новые детерминанты. Реклама как фактор современного культурно-исторического процесса. — Красноярск: Сибирский федеральный университет, 2011. — 156 с. — ISBN 978-5-7638-2064-5.
- Копцева Н. П., руководитель авторского коллектива: Бахова Н. А., Замараева Ю. С., Кистова А. В. и др. Социальная (культурная) антропология: учебное пособие. — Красноярск: СФУ, 2011. — 240 с. — ISBN 978-5-7638-2393-6.
- Копцева Н. П., Лузан В. С. Государственная культурная политика в Сибирском федеральном округе: концепции, проблемы, исследования: монография. — Красноярск: Сиб. федер. ун-т, 2012. — 160 с. — ISBN 978-5-7638-2566-4.
- Копцева Н. П., Серёдкина Н. Н. Конструирование позитивной этнической идентичности в поликультурной системе: монография. — Красноярск: СФУ, 2013. — 183 с. — 500 экз.
- Копцева Н. П., Резникова К. В. Теория культуры: учебное пособие для студентов вузов, обучающихся по направлению 033000 «Культурология» (490000 «Культуроведение и социокультурные проекты»). — Красноярск: СФУ, 2014. — 149 с. — 500 экз. — ISBN 978-5-7638-2950-1.
- Копцева Н. П., Сертакова Е. А. Социокультурное пространство современного российского города (на материале анализа города Красноярска): монография. — Красноярск: СФУ, 2015. — 126 с. — ISBN 978-5-7638-3345-4.
- Копцева Н. П. Лики культуры в системе гуманитарного знания. — СПб.: СПбГУП, 2017. — 72 с.  (Университетский мастер-класс; вып. 15). ISBN 978-5-7621-0916-1 : 500 экз.
- Рекомендации по внедрению инновационных технологий и оборудования при переработке продукции традиционных промыслов малых коренных народов Севера: практико-ориентированная монография / В. Н. Невзоров, В. И. Кирко, Н. П. Копцева [и др.]; Министерство образования и науки Российской Федерации, Красноярский государственный аграрный университет [и др.]. - Красноярск : Красноярский государственный аграрный университет, 2017. - 133 с. ISBN 978-5-00102-150-6
- Ноздренко Е. А., Копцева Н. П. Система культуры: новые детерминанты. Реклама как фактор современного культурно-исторического процесса: монография. - М.: ИНФРА-М; Красноярск : СФУ, 2018. - 155 с. (Научная мысль). ISBN 978-5-16-013317-1 (ИНФРА-М) : 500 экз.
- Копцева Н. П., Лузан В. С. Государственная культурная политика в Сибирском федеральном округе: концепции, проблемы, исследования: монография / Сибирский федеральный университет. - М.: ИНФРА-М; Красноярск: СФУ, 2018. - 160 с. (Научная мысль). ISBN 978-5-16-013356-0 (ИНФРА-М) : 500 экз.
- Новое сибирское китаеведение. Мифы и концепты китайской культуры: монография / [Н. П. Копцева, О. А. Карпова, Лия Ма и др.] ; науч. ред.: Н. П. Копцева, О. А. Карлова, доктора философских наук, профессора ; Министерство образования и науки Российской Федерации, Сибирский федеральный университет [и др.]. - Красноярск: СФУ, 2018. - 263 с. (Серия Путь в будущее: Сибирь глазами ученых).; ISBN 978-5-7638-3475-8
- Новые проекты для возрождения эвенкийского языка и культуры: монография / [Н. П. Копцева, А. Е. Амосов, М. И. Букова и др.; отв. ред. Н. П. Копцева]; Министерство науки и высшего образования Российской Федерации, Сибирский федеральный университет. - Красноярск : СФУ, 2018. - 246 с. (Серия "Путь в будущее: Сибирь глазами учёных"). ISBN 978-5-7638-3980-7 : 500 экз.
- Копцева Н. П., Жуковский В. И., Сузукей В. Ю. Проблема истины в философии культуры: концептуальное единство и многообразие: монография / Министерство науки и высшего образования РФ, ФГАОУ ВО "Сибирский федеральный университет", КРОО "Содружество просветителей Красноярья". - Красноярск: Содружество просветителей Красноярья, 2020. - 184 с. ISBN 978-5-6043407-0-7 : 500 экз.
- Новые перспективы для энцев: исследовательские и прикладные проекты : монография / Н. П. Копцева, Ю. Н. Авдеева, Ю. С. Замараева [и др.] ; науч. ред. Н. П. Копцева ; Министерство науки и высшего образования Российской Федерации, Сибирский федеральный университет. - Красноярск : СФУ, 2020. - 194 с. (Серия "Путь в будущее: Сибирь глазами учёных").; ISBN 978-5-7638-4057-5 : 500 экз.
- Методы изучения культуры: учебник для студентов, обучающихся по направлению подготовки 51.03.01 "Культорология" / Н. П. Копцева, Ю. Н. Авдеева, К. А. Дегтяренко [и др.] ; под ред. Н. П. Копцевой ; Министерство науки и высшего образования Российской Федерации, Сибирский федеральный университет. - Красноярск : СФУ, 2020. - 182 с. (Учебник Сибирского федерального университета).; ISBN 978-5-7638-4350-7 : 500 экз.

### Статьи
на русском языке
- Копцева Н. П. Проблема творчества в философии М. Хайдеггера // Философская культура и образование в современных условиях. Тезисы докладов к VII Всесоюзной школе молодых философов "Философские и социальные проблемы научно-технического прогресса", октябрь 1988. — М.: ИФ АН СССР, 1988.
- Копцева Н. П. Проблема бытия в современной философии. Повседневное бытие. Возможность подлинного бытия. Забота. М. Хайдеггер "Бытие и время" // Философия. Методические указания студентам всех форм обучения для работы с первоисточниками. — Красноярск: Издательство Сибирского технологического института, 1993.
- Копцева Н. П. Введение в философию техники. М. Хайдеггер "Вопрос о технике" // Философия техники. Методические указания к работе с первоисточниками для студентов всех специальностей всех форм обучения. — Красноярск: Издательство Красноярской государственной технологической академии, 1994.
- Копцева Н. П. Проблема истины в философии М. Хайдеггера // Философия и сознание. Сборник статей под редакцией А. Я. Райбекаса. — Красноярск: КрасГУ, 1996.
- Копцева Н. П. Философия и искусство: единство мыслительного пространства // Учёные записки факультета искусствоведения и культурологии. — Красноярск: КрасГУ, 2000. — Вып. 1.
- Копцева Н. П. Философское моделирование целостности на уровне индивидуального бытия // Вестник Красноярского государственного университета. Гуманитарные науки. — Красноярск: КрасГУ, 2000. — Вып. 2.
- Копцева Н. П. Моделирование целостности в философском познании // Вестник Красноярского государственного университета. Гуманитарные науки. — Красноярск: КрасГУ, 2000.
- Копцева Н. П. А. Шопенгауэр: иррациональные лики истины // Вестник Красноярского государственного университета. Гуманитарные науки. — Красноярск: КрасГУ, 2001.
- Копцева Н. П. Миссия университета и формирование корпоративного мышления // Вестник Красноярского государственного университета. Гуманитарные науки. — Красноярск: КрасГУ, 2004. — Вып. 4.
- Копцева Н. П. Художественный образ как результат игрового взаимодействия произведения искусства и зрителя // Вестник Красноярского государственного университета. Гуманитарные науки. — Красноярск: КрасГУ, 2005. — Вып. 3. — С. 4—14.
- Копцева Н. П. Истина произведения изобразительного искусства // Вестник Красноярского государственного университета. Гуманитарные науки. — Красноярск: КрасГУ, 2005. — Вып. 3. — С. 25—32.
- Копцева Н. П. Зритель // Автор и зритель: эстетические проблемы восприятия и творчества. Материалы научной конференции 27-28 марта 2006 г. Санкт-Петербург. — 2006. — С. 24—28. Архивировано 13 июня 2013 года.
- Копцева Н. П. Интеграция гуманитарного образования в Сибирском федеральном университете // Высшее образование сегодня. — 2007. — № 4. — С. 6—8. — ISSN 1726-667X.
- Копцева Н. П. Теория и практика инновационной образовательной программы по эстетическому циклу дисциплин в Сибирском федеральном университете // Высшее образование сегодня. — 2007. — № 12. — С. 9—13. — ISSN 1726-667X.
- Жуковский В. И., Копцева Н. П. Значение зрителя в процессе отношения человека и произведения изобразительного искусства // Территория науки. — Воронеж: Воронежский экономико-правовой институт, 2007. — № 1. — С. 95—102. — ISSN 1991-9492.
- Копцева Н. П., Жуковский В. И. Истина произведения искусства // Искусство и образование. — 2008. — № 4. — С. 5—17.
- Жуковский В. И., Копцева Н. П. Искусство как жизненная необходимость. Произведения изобразительного искусства. // Искусство и образование. — 2010. — № 3. — С. 5—29.
- Копцева Н. П. Произведение изобразительного искусства // Искусство и образование. — 2010. — № 3 (65). — С. 5-29.
- Кирко В. И., Копцева Н. П., Кеуш А. В. Создание северного бизнес-‐инкубатора с учётом социокультурных особенностей территории // Инновации. — 2011. — № 12. — С. 101—102. — ISSN 2071-3010.
- Копцева Н. П., Лузан В. С. Моделирование культуры и культурной политики в русской философии конца XIX — первой трети XX вв // Философия и культура. — 2012. — № 4. — С. 105—116. — ISSN 1999-2793.
- Копцева Н. П., Ильбейкина М. И. Цивилизационная направленность населения объединенного Красноярского края: жители города Красноярска в возрасте от 15 до 60 лет // Экспертный клуб «Комитет развития». — 05.06.2011.
- Копцева Н. П., Бахова Н. А. Система культуры Красноярского основные субъекты и культурные ценности // Экспертный клуб «Комитет развития». — 26.08.2011.
- Копцева Н. П., Бахова Н. А., Замараева Ю. С., Кирко В. И. Проблема социальных исследований в современной гуманитарной науке // Современные проблемы науки и образования. — 2012. — № 3. — С. 323.
- Копцева Н. П. Проблема методологии современных культурных исследований: возможности классической британской социальной антропологии // Гуманитарные и социальные науки. — Ростов н/Д.: СКНЦ ВШ ЮФУ, 2012. — № 4. — С. 89—104. — ISSN 2070-1403.
- Ноздренко Е. А., Копцева Н. П. Адаптация индигенной молодежи северных территорий к обучению в Сибирском федеральном университете // «Письма в Emissia Offline» (Электронное научное издание (научно-педагогический интернет-журнал). — СПб.: РГПУ имени А. И. Герцена, 2012. — ISSN 1997-8588.
- Копцева Н. П., Лозинская В. П. Музыкальное мышление и его функции // Электронный журнал «Педагогика искусства». — М.: Институт художественного образования и культурологии РАО, 2012. — № 1. — С. 61-75. — ISSN 1997-4558.
- Копцева Н. П., Лозинская В. П. Музыкальное мышление композитора и процесс создания культурных ценностей // Электронный журнал «Педагогика искусства». — М.: Институт художественного образования и культурологии РАО, 2012. — № 2. — С. 78—85. — ISSN 1997-4558.
- Копцева Н. П., Лозинская В. П. Музыкальное мышление исполнителя и слушателя как основа трансляции культурных ценностей // Электронный журнал «Педагогика искусства». — М.: Институт художественного образования и культурологии РАО, 2012. — № 3. — ISSN 1997-4558.
- Копцева Н. П., Либакова Н. М. Формирование российской культурной идентичности в образовательной деятельности современного университета посредством изучения истории русского изобразительного искусства // Электронный журнал «Педагогика искусства». — М.: Институт художественного образования и культурологии РАО, 2012. — № 4. — ISSN 1997-4558.
- Копцева Н. П., Неволько Н. Н. Визуализация этнических традиций в живописных и графических произведениях хакасских мастеров // Искусство и образование. — 2012. — № 1. — С. 27–45.
- Копцева Н. П. Концептуальные и методологические основания для этнокультурных исследований коренных народов севера, Сибири и Дальнего Востока // Современные проблемы науки и образования. — 2012. — № 2. — ISSN 1817-6321.
- Копцева Н. П. Понимание бытия и истины в античной философии // Современные проблемы науки и образования. — 2012. — № 5. — ISSN 1817-6321.
- Копцева Н. П. Методологические возможности социальной (культурной) антропологии для современных культурных исследований // Философия и культура. — 2012. — № 10. — С. 9-18. — ISSN 1999-2793.
- Копцева Н. П. Культурологическая база формирования общенациональной российской идентичности в сибирских регионах Российской Федерации // Вестник Волгоградского государственного университета. Сер. 7, Филос.. — Волгоград: ВолГУ, 2012. — № 3 (18). — С. 11-15. — ISSN 1998-9946.
- Копцева Н. П. Игра как онтология человека (на материале пьесы А. П. Чехова «Чайка») // Обсерватория культуры. — М.: РГБ, 2012. — № 6. — С. 118—122. — ISSN 2072-3156.
- Копцева Н. П. Истина в философии Платона // Философия и культура. — 2013. — № 4. — С. 429—436. — ISSN 1999-2793. — doi:10.7256/1999-2793.2013.04.2.
- Копцева Н. П., Лозинская В. П., Махонина А. А. Проблема культурных ценностей и её решение в философии Генриха Риккерта // Философия и культура. — 2013. — № 7. — С. 974-984. — ISSN 1999-2793. — doi:10.7256/1999-2793.2013.7.6862.
- Копцева Н. П. Проблема истины в философии религии: специфика концептуализации истины в буддийской философии // Философия и культура. — 2013. — № 11. — С. 1564—1573. — ISSN 1999-2793. — doi:10.7256/1999-2793.2013.11.9619.
- Копцева Н. П. Полисубстанционализм и концепция Истины Готфрида Вильгельма Лейбница // Современные проблемы науки и образования. — 2013. — № 2. — С. 458. — ISSN 1817-6321.
- Копцева Н. П., Саймова В. С. Своеобразие творческого метода Светланы Шинкаренко // Современные проблемы науки и образования. — 2013. — № 2. — С. 460. — ISSN 1817-6321.
- Бухаров А. В., Кирко В. И., Кеуш А. В., Копцева Н. П., Невзоров В. Н., Шишацкий Н. Г. Гл. 2.6. Инновационный потенциал Сибири в контексте создания и функционирования Сибирского федерального университета // Новое будущее Сибири: ожидания, вызовы, решения / Под общ. ред. О. А. Карловой, Н. П. Копцевой ; Сиб. федер. ун-т, Красноярский гос. пед. ун-т им. В. П. Астафьева. — Красноярск, 2013. — С. 125—160. — (Путь в будущее: Сибирь глазами учёных).
- Копцева Н. П., Неволько Н. Н., Резникова К. В. Формирование этнической культурной идентичности в современной России с помощью произведений национального искусства (на примере эвенкийского эпоса и декоративно-прикладного искусства) // Электронный журнал «Педагогика искусства». — М.: Институт художественного образования и культурологии РАО, 2013. — № 1. — С. 1-15. — ISSN 1997-4558.
- Костылев С. В., Копцева Н. П. Применение методов и технологий арт-менеджмента в социокультурном образовательном пространстве Красноярского края. // Современные проблемы науки и образования. — 2013. — № 4. — С. 384. — ISSN 1817-6321.
- Груздева А. С., Копцева Н.П. Пикториальная фотография как явление в мировом фотографическом процессе на рубеже xix-xx веков // Современные проблемы науки и образования. — 2013. — № 4. — С. 386. — ISSN 1817-6321.
- Копцева Н. П., Резникова К. В. Методологические возможности антропологической школы «Культура-и-личность» для современных российских социально-культурных исследований. // Современные проблемы науки и образования. — 2013. — № 4. — С. 388.
- Копцева Н. П., Либакова Н. М. Продуктивность гендерного подхода для гуманитарных исследований // Современные проблемы науки и образования. — 2013. — № 1. — С. 400. — ISSN 1817-6321.
- Копцева Н. П., Смолина М. Г. Традиции и своеобразие в поэзии Александра Свитина (недоступная ссылка — история) // Проблемы истории, филологии, культуры. — Магнитогорск: МГТУ имени Г. И. Носова, 2013. — № 3 (41). — С. 204—208. — ISSN 1991-9484.
- Кирко В. И., Копцева Н. П., Невзоров В. Н., Ноздренко Е. А., Слабуха А. В. Междисциплинарные экспедиции — эффективный	способ формирования команд для реализации комплексных инновационных и инвестиционных проектов // Арктика и Север. — Архангельск: С(А)ФУ имени М. В. Ломоносова, 2013. — № 13. — С. 4—13. — ISSN 2221-2698.
- Копцева Н. П., Пименова Н. Н., Середкина Н. Н. Изучение декоративно-прикладного искусства и традиционных религий коренных малочисленных народов Севера как фактор формирования позитивной общероссийской культурной идентичности // Электронный журнал «Педагогика искусства». — М.: Институт художественного образования и культурологии РАО, 2013. — № 2. — С. 15-30. — ISSN 1997-4558.
- Копцева Н. П. Проведение экспериментального прикладного культурного исследования межкультурной коммуникации: фокус-группы, личное интервью, анкетирование, получение экспертного мнения (на материале исследования Красноярского края) // Современные проблемы науки и образования. — 2013. — № 3. — С. 410. — ISSN 1817-6321.
- Копцева Н. П. Теология православия в современном университете: основные подходы к образовательной программе // Современные проблемы науки и образования. — 2013. — № 5. — С. 657. — ISSN 1817-6321.
- Панихина М. И., Копцева Н. П. Новомученики и исповедники Русской православной церкви XX века в Сибири // Современные проблемы науки и образования. — 2013. — № 5. — С. 667.. — ISSN 1817-6321.
- Копцева Н. П. Формирование российской национальной идентичности и возможности философии Н. О. Лосского для рационального конструирования концепта «Нация» // Современные проблемы науки и образования. — 2013. — № 6. — С. 902. — ISSN 1817-6321.
- Копцева Н. П. К вопросу о сохранении и воспроизводстве традиционной культуры коренных малочисленных народов Севера, Сибири и Дальнего Востока в Сибирском федеральном округе // Социодинамика. — 2013. — № 12. — С. 1—16.
- Копцева Н. П. К вопросу о государственной политике в области сохранения языков коренных малочисленных народов Севера // Арктика и Север. — Архангельск: С(А)ФУ имени М. В. Ломоносова, 2014. — С. 34—40. — ISSN 2221-2698.
- Копцева Н. П. К вопросу о концептуальных основаниях строительства общенационального российского государства // Проблемы общества и политики. — 2014. — № 1. — С. 1—14. — doi:10.7256/2306-0158.2014.1.10928.
- Копцева Н. П. К вопросу о культурных основаниях коррупционного поведения в современной России // Культуры и искусства. — 2014. — № 3. — С. 23—50. — doi:10.7256/2306-1618.2014.3.12905.
- Копцева Н. П., Кистова А. В., Пименова Н. Н. Культура детства коренных малочисленных народов Севера, Сибири и Дальнего Востока (на материале полевых исследований чулымской этнокультурной группы в Тюхтетском районе Красноярского края // Современные проблемы науки и образования. — 2014. — № 1. — С. 422.
- Копцева Н. П., Либакова Н. М. Гигиена как культурно-антропологическая практика сохранения и трансляции культуры коренных малочисленных народов Севера, Сибири и Дальнего Востока // Современные проблемы науки и образования. — 2014. — № 2. — С. 646. — ISSN 1817-6321.
- Копцева Н. П., Кирко В. И. Этнические характеристики и их аналитика в современных культурных исследованиях // Современные проблемы науки и образования. — 2014. — № 3. — С. 792. — ISSN 1817-6321.
- Копцева Н. П. Специфика польского сюрреализма в изобразительном искусстве на материале анализа художественного творчества Збигнева Бексински. // Современные проблемы науки и образования. — 2014. — № 5. — С. 823. — ISSN 1817-6321.
- Копцева Н. П. Истина как форма моделирования целостности на уровне индивидуального бытия = http://www.nbpublish.com/library_read_article.php?id=-32085 // Философия и культура. — 2014. — № 12. — С. 1739—1748. — ISSN 1999-2793. — doi:10.7256/1999-2793.2014.12.13052.
- Копцева Н. П., Резникова К. В. К вопросу о культурно-психологических факторах национальной безопасности. Результаты ассоциативного эксперимента с ассоциатом «современная война» (на материале исследований в студенческих группах Сибирского федерального университета) // Национальная безопасность / nota bene. — 2014. — № 5. — С. 791—815. — doi:10.7256/2073-8560.2014.5.13336.
- Копцева Н. П., Ильбейкина М. И. Визуальная антропология как актуальная область культурных исследований // Гуманитарные и социальные науки. — Ростов н/Д.: СКНЦ ВШ ЮФУ, 2014. — № 2. — С. 133—155. — ISSN 2070-1403.
- Копцева Н. П. Культурологическая база формирования общенациональной российской идентичности в сибирских регионах // Вопросы культурологии. — 2014. — № 2. — С. 22—26. — ISSN 2073-9702.
- Копцева Н. П. Анализ процессов аккультурации в малых городах субъектов Российской Федерации на примере Красноярского края // Международный журнал прикладных и фундаментальных исследований. — 2014. — № 3-1. — С. 75—79. — ISSN 1996-3955.
- Копцева Н. П. К вопросу о государственной политике в области сохранения языков коренных малочисленных народов Севера // Арктика и Север. — Архангельск: С(А)ФУ имени М. В. Ломоносова, 2014. — № 16. — С. 34—40. — ISSN 2221-2698.
- Копцева Н. П., Резникова К. В. Философские основания художественного творчества Альбера-Шарля Лебура ("руанская школа" французского импрессионизма) // Филология: научные исследования. — 2014. — № 1. — С. 77—92. — ISSN 2305-6177. — doi:10.7256/2305-6177.2014.1.10946.
- Копцева Н. П. Экспертный анализ основных тенденций экономического развития коренных малочисленных народов Северной Сибири // Економічний часопис-XXI. — Киев: Институт общественной трансформации, 2014. — № 11-12. — С. 93-96. — ISSN 1728-6220.
- Копцева Н. П. Некоторые концепты социальных идеалов русской философии Серебряного века // Философская мысль. — 2014. — № 3. — С. 47—59. — ISSN 2409-8728. — doi:10.7256/2306-0174.2014.3.11325.
- Копцева Н. П. К вопросу о концептуальных основаниях строительства общенационального российского государства // Социодинамика. — 2014. — № 1. — С. 1—14. — ISSN 2409-7144. — doi:10.7256/2306-0158.2014.1.10928.
- Копцева Н. П. Некоторые стратегии строительства современного российского государства в контексте "национального вопроса" // Социодинамика. — 2014. — № 4. — С. 1—14. — ISSN 2409-7144. — doi:10.7256/2306-0158.2014.4.11458.
- Копцева Н. П. Влияние современных культурных практик на этническую идентичность коренных малочисленных народов Центральной Сибири // Социодинамика. — 2014. — № 6. — С. 1—27. — ISSN 2409-7144. — doi:10.7256/2306-0158.2014.6.12201.
- Копцева Н. П. Современные культурные практики сохранения этнической идентичности коренных народов Севера, Сибири и Дальнего Востока в Республике Бурятия // Человек и культура. — 2014. — № 1. — С. 17—30. — ISSN 2409-8744. — doi:10.7256/2306-1618.2014.1.10989.
- Копцева Н. П. К вопросу о культурных основаниях коррупционного поведения в современной России // Человек и культура. — 2014. — № 3. — С. 23—50. — ISSN 2409-8744. — doi:10.7256/2306-1618.2014.3.12905.
- Копцева Н. П. К вопросу о способах репрезентации идейного пространства Ренессанса в Vita Nyova Данте Алигьери // Litera. — 2014. — № 2. — С. 66—77. — ISSN 2409-8698. — doi:10.7256/2409-8698.2014.2.13261.
- Копцева Н. П. Отношение религии и философии как предпосылка обнаружения символов абсолютной истины в священных религиозных текстах // Вестник Томского государственного университета. — Томск: ТГУ, 2015. — № 392. — С. 59–65. — ISSN 1561-7793. — doi:10.17223/15617793/392/9.
- Копцева Н. П., Резникова К. В., Добряева И. С. Проблема методологии античного естествознания и анализ второй книги трактата Галена об учениях Гиппократа и Платона // ΣΧΟΛΗ. Философское антиковедение и классическая традиция. — Новосибирск: НГУ, 2015. — Т. 9, № 1. — С. 45—54. — ISSN 1995-4328.
- Копцева Н. П., Сертакова Е. А. К вопросу о методологической стратегии современной урбанистической антропологии // Гуманитарные и социальные науки. — Ростов н/Д.: СКНЦ ВШ ЮФУ, 2015. — № 1. — С. 103—120. — ISSN 2070-1403.
- Ковалевский В. А., Кирко В. И., Копцева Н. П. Модернизация стратегий управления современным российским университетом в контексте глобализационных процессов // Современные проблемы науки и образования. — 2015. — № 1. — С. 1024. — ISSN 1817-6321.
- Копцева Н. П., Байрамов Т. Р. К вопросу о специфике сибирского ислама // Современные проблемы науки и образования. — 2015. — № 1. — С. 1739. — ISSN 1817-6321.
- Копцева Н. П., Кистова А. В. Конструирование этнокультурной и общенациональной идентичности как философская проблема // Философия и культура. — 2015. — № 1. — С. 12—19. — doi:10.7256/1999-2793.2015.1.10695.

на других языках
- Koptzeva N. P. A. P. Chekhov as a Philosopher: «Game» Phenomenon and «Existence in the Face of Death» in his Dramas // Journal of Siberian Federal University. Humanities & Social Sciences. — 2008. — № 4 (1).
- Koptzeva N. P., Zhukovskiy V. I. The Artistic Image as a Process and Result of Game Relations between a Work of Visual Art as an Object and its Spectator // Journal of Siberian Federal University. Humanities & Social Sciences. — 2008. — Т. 1, № 2. — С. 226—224.
- Koptzeva N. P. The Creation Problem in Fundamental Ontology of Martin Heidegger and Modern Theory of Fine Arts // Journal of Siberian Federal University. Humanities & Social Sciences. — 2008. — № 3. — С. 338—346.
- Koptzeva N. P. Theory and Practice of the Innovative Educational Program on the Aesthetic Discipline Cycle at the Siberian Federal University (недоступная ссылка — история) = Теория и практика инновационных образовательных программ по эстетическим дисциплинам в Сибирском федеральном университете) // Journal of Siberian Federal University. Humanities & Social Sciences. — 2008. — № 4. — С. 492—499.
- Semenova A. A., Koptzeva N. P. Truth as a Form of Modelling of Integrity at Social Being Level = Истина как форма моделирования целостности на уровне социального бытия // Journal of Siberian Federal University. Humanities & Social Sciences. — 2009. — Т. 2, № 1. — С. 31—55.
- Libakova N. M., Koptzeva N. P. Native Culture of the 19th — 20th Centuries in Search After Truth. Truth of Real Human Being in Vladimir Solovyov’s Philosophy of the Universal Unity and Works of Art in the Russian Painting = Отечественная культура рубежа XIX – XX вв. в поисках истины. Истинность реаль-ного бытия человека в философии всеединства Владимира Соловьева и творениях русской живописи // Journal of Siberian Federal University. Humanities & Social Sciences. — 2009. — Т. 2, № 1. — С. 67—83.
- Koptzeva N. P., Makhonina A. A. Henrich Rickert’s Methodology and its Application for Solution of the Problem of Cultural Values in Contemporary Theory of Culture = Методология Генриха Риккерта и её применение для решения проблемы культурных ценностей в современной теории культуры // Journal of Siberian Federal University. Humanities & Social Sciences. — 2009. — № 2. — С. 247—258.
- Koptzeva N. P., Reznikova K. V. Selection of Methodological Principles for Actual Research on Culture = Выбор методологических оснований для современных культурных исследований // Journal of Siberian Federal University. Humanities & Social Sciences. — 2009. — Т. 2, № 4. — С. 491—506.
- Koptzeva N. P. Cultural and anthropological problem of Social Engineering (Methodological Problem at Modern Applied Culture Studies) = Культурно-антропологический проект социальной инженерии (проблема методологии современных прикладных культурных исследований) // Journal of Siberian Federal University. Humanities & Social Sciences. — 2010. — Т. 3, № 1. — С. 22-34.
- Koptzeva N. P. Materials of the First Session of Educational, Scientific and Methodological Seminar «Theory and Practice of Applied Culture Studies» on the Basis of Art History and Theory and Culture Studies Department, Institute of Humanities, Siberian Federal University, Krasnoyarsk. June 2nd, 2009 = Материалы Первого заседания учебно-научно-методологического семинара «Теория и практика прикладных культурных исследований», прошедшего на базе кафедры культурологии Гуманитарного института Сибирского федерального университета, Красноярск, 2 июня 2009 года // Journal of Siberian Federal University. Humanities & Social Sciences. — 2010. — Т. 3, № 2. — С. 194-232.
- Koptzeva N. P., Bachova N. A. System of Culture in Krasnoyarsk Region: Main Subjects and Cultural Values = Система культуры Красноярского края: основные субъекты и культурные ценности // Journal of Siberian Federal University. Humanities & Social Sciences. — 2010. — Т. 3, № 3. — С. 344—381.
- Koptzeva N. P. Indigenous peoples of Krasnoyarsk region: concerning the question of methodology of culture studies = Индигенные народы Красноярского края: к вопросу о методологии культурных исследований // Journal of Siberian Federal University. Humanities & Social Sciences. — 2010. — Т. 3, № 4. — С. 554—562.
- Koptzeva N. P. Materials of the Fifth Session of Educational, Scientific and Methodological Seminar «Theory and Practice of Applied Culture Studies» on the Basis of Art History and Cultural Studies Department, Institute for the Humanities, Siberian Federal University, Krasnoyarsk. June 17, 2010 = Материалы пятого заседания учебно-научно-методического семинара «Теория и практика прикладных культурных исследований», прошедшего на базе факультета искусствоведения и культурологии Гуманитарного института Сибирского федерального университета, Красноярск, 17 июня 2010 года // Journal of Siberian Federal University. Humanities & Social Sciences. — 2010. — Т. 3, № 3. — С. 696—725.
- Koptzeva N. P., Pimenova N. N., Reznikova K. V. Protection and Development of the Indigenous Peoples Living in Circumpolar Territories: Cultural and Anthropological Analysis = Сохранение и развитие коренных народов циркумполярных территорий: культурно-антропологический анализ // Journal of Siberian Federal University. Humanities & Social Sciences. — 2010. — Т. 3, № 5. — С. 649—666.
- Nabokova L. S., Koptzeva N. P. Television Myths Creation as an Analogue of Traditional Myth-Reality = Телевизионное мифотворчество как аналог традиционной мифореальности // Journal of Siberian Federal University. Humanities & Social Sciences. — 2010. — Т. 3, № 6. — С. 119—127.
- Koptzeva N. P., Khizhnyakova A. N., Reznikova K. V. Linguistic-Culturological Peculiarities of National Languages of the Northern People of the Krasnoyarsk Region = Лингвокультурологические особенности национальных языков северных народов Красноярского края // Journal of Siberian Federal University. Humanities & Social Sciences. — 2011. — № 4. — С. 323—341.
- Koptzeva N. P. Materials of the second session of educational, scientific and methodological seminar «Theory and practice of applied culture studies» on the basis of Arts History and Cultural Studies Department, Institute for the Humanities, Siberian Federal University, Krasnoyarsk October 14th, 2009] = Материалы второго заседания учебно-научно-методического семинара «Теория и практика прикладных культурных исследований», прошедшего на базе факультета искусствоведения и культурологии Гуманитарного института Сибирского федерального университета, Красноярск, 17 октября 2009 года // Journal of Siberian Federal University. Humanities & Social Sciences. — 2011. — № 4. — С. 577—612.
- Koptzeva N. P., Bakhova N. A., Medyantseva N. V. Classical and Contemporary Approaches to Ethno-Cultural Studies.The Kernel of Ethnos = Классические и современные подходы к этнокультурным исследованиям. Ядро этноса // Journal of Siberian Federal University. Humanities & Social Sciences. — 2011. — № 4. — С. 615—632.
- Koptseva N. P. Expert Seminar dated 29.06.2010 «Formation of the Model of a New-Generation Specialist for the Sphere of Culture and Arts» = Материалы экспертного семинара «Формирование модели специалиста нового поколения для сферы культуры и искусства» // Journal of Siberian Federal University. Humanities & Social Sciences. — 2011. — Т. 4, № 3. — С. 426-465.
- Koptzeva N. P. Materials on the Second Expert Seminar «Formation of the Model of a New Generation Specialist for the Field of Culture and Art» Held Within the Framework of the Project «Research and Methodological Support of the Highly Qualified Professionals’ Training for the Field of Culture and Art of the Krasnoyarsk Territory» (28.09.2010) = Материалы второго экспертного семинара «Формирование модели специалиста нового поколения для сферы культуры и искусства», проводимого в рамках проекта «Научно-методическое обеспечение подготовки кадров высшей квалификации для сферы культуры и искусства Красноярского края» (28.09.2010) // Journal of Siberian Federal University. Humanities & Social Sciences. — 2011. — Т. 4, № 4. — С. 734—766.
- Kirko V. I., Koptzeva N. P., Keusch A. V. The Evenkiya Municipal District of the Krasnoyarsk Territory — an Experimental Field for the Business Incubator Creation = Эвенкийский муниципальный район Красноярского края – экспериментальная площадка по созданию бизнес-инкубатора // Journal of Siberian Federal University. Humanities & Social Sciences. — 2011. — Т. 4, № 8. — С. 1127—1131.
- Koptzeva N. P. Expert Seminar Modern humanities knowledge and the position of a researcher as a factor of the Krasnoyarsk Territory universities integration into the global academic space (November 2, 2010) = Экспертный семинар: «Современное гуманитарное знание и позиция исследователя как фактор интеграции вузов Красноярского края в мировое академическое пространство» (2 ноября 2010 года) // Journal of Siberian Federal University. Humanities & Social Sciences. — 2011. — Т. 4, № 8. — С. 1153—1191.
- Koptzeva N. P., Zamaraeva J. S., Sertakova E. A. Sociocultural Research of the Cultural Requirements of the Residents of the Krasnoyarsk City = Социокультурное исследование культурных потребностей жителей города Красноярска // Journal of Siberian Federal University. Humanities & Social Sciences. — 2011. — Т. 4. — С. 1577—1588.
- Nozdrenko E. A., Koptseva N. P. Adaptation of Indigenous Youth from the Northern Territories to Studying at University: Establishment of the Higher Northern School in Siberian Federal University = Адаптация индигенной молодежи северных территорий к обучению в университете: создание в Сибирском федеральном университете «Высшей северной школы» // Journal of Siberian Federal University. Humanities & Social Sciences. — 2012. — Т. 5, № 2. — С. 232—241.
- Koptzeva N. P., Bakhova N. A., Zamaraeva J. S. Socio-Cultural Study of Leisure Needs and Preferences of People with Disabilities Living in the City of Krasnoyarsk = Социокультурное исследование досуговых потребностей и предпочтений людей с ограниченными возможностями, проживающими в городе Красноярске // Journal of Siberian Federal University. Humanities & Social Sciences. — 2012. — Т. 5, № 8. — С. 307—323.
- Koptseva N. P., Nevolko N. N. The National Visual Art in the Process of Formation and Preservation of the Ethnic Identity of Indigenous Peoples (by the Example of Khakass Visual Art) = Национальное изобразительное искусство в процессе формирования и сохранения этнической идентичности коренных малочисленных народов (на примере хакасского изобразительного искусства) // Journal of Siberian Federal University. Humanities & Social Sciences. — 2012. — Т. 5, № 8. — С. 1179—1198.
- Koptzeva N. P., Pimenova N. N., Luzan V. S., Semenova A. A., Sertakova E. A., Bakhova N. A. Ethno-Formative Mechanisms and Forms of Self-Awareness of Indigenous Peoples Under Conditions of External Civilization Pressure (by an Example of the Yakut Ethnic Group) = Этнообразующие механизмы и формы самосознания коренных народов в условиях внешнего цивилизационного давления (на примере якутского этноса) // Journal of Siberian Federal University. Humanities & Social Sciences. — 2012. — Т. 6, № 5. — С. 988—1004.
- Koptzeva N. P. Orthodox Theology at Modern University: Main Approaches to University Curriculum = Теология православия в современном университете: основные подходы к образовательной программе // Journal of Siberian Federal University. Humanities & Social Sciences. — 2013. — Т. 6, № 6. — С. 1033—1037.
- Koptzeva N. P. The Results of Theoretical and Experimental Research of the Modern Problems of the Indigenous Small-Numbered Peoples of the North, Siberia and the Far East in Siberian Federal University = Результаты теоретических и экспериментальных исследований «Современные проблемы коренных малочисленных народов Севера, Сибири и Дальнего Востока» в Сибирском федеральном университете // Journal of Siberian Federal University. Humanities & Social Sciences. — 2013. — Т. 6, № 5. — С. 762—772.
- Koptzeva N. P., Kirko V. I. Ethnic Identificatin of Indigenous People Of The Siberian Arctic // American Journal of Applied Sciences[англ.]. — 2014. — Т. 11, № 9. — P. 1574—1578. — ISSN 1546-9239. — doi:10.3844/ajassp.2014.1574.1578.
- Koptseva N. P., Kirko V. I. Processes of Acculturation Khakases (Indigenous People of Southern Siberia), Living Outside of the Khakassia in the Urban and Student Environment // American Journal of Applied Sciences[англ.]. — 2014. — Т. 11, № 12. — С. 1269—1275. — ISSN 1554-3641. — doi:10.3844/ajassp.2014.1969.1975.
- Koptseva N. P., Reznikova K. V., Pimenova N. N., Kistova A. V. Cultural and Anthropological Studies of Indigenous Peoples of Krasnoyarsk Krai Childhood (based on the field studies of Siberian Federal University in 2010-2013) = Культурно-антропологические исследования детства коренных малочисленных народов Красноярского края (на материале полевых исследований Сибирского федерального университета в 2010-2013 гг.) // Journal of Siberian Federal University. Humanities & Social Sciences. — 2014. — Т. 7, № 8. — С. 1312—1326.
- Koptzeva N. P. Cultural grounds of corruption in Russia = Культурные основания российской коррупции // Journal of Siberian Federal University. Humanities & Social Sciences. — 2014. — Т. 7, № 11. — С. 1820-1836.
- Koptseva N. P., Kirko V. I. Post-Soviet practice of preserving ethnocultural identity of indigenous peoples of the North and Siberia in Krasnoyarsk Region of the Russian Federation. — 2014. — Т. 11, № 7. — С. 180-185. — ISSN 1097-8135.
- Koptseva N. P., Kirko V. I. Specificity of ethnogeny indigenous peoples by Central Siberia in the transition from the traditional type of society to modern society. — 2014. — Т. 11, № 7. — С. 409—413. — ISSN 1097-8135.
- Koptseva N. P., Kirko V. I. Specificity of ethnogeny indigenous peoples by Central Siberia in the transition from the traditional type of society to modern society // Life Science Journal. — 2014. — Т. 11, № 8. — С. 221—229. — ISSN 1097-8135.
- Koptseva N. P., Kirko V. I. The information basis for formation of positive ethnic identities in the process of acculturation of indigenous peoples of the Arctic Siberia (Krasnoyarsk, Russia) // Life Science Journal. — 2014. — Т. 11, № 8. — С. 479—483. — ISSN 1097-8135.
- Koptseva N. P., Kirko V. I. Modern specificity of legal regulation of Cultural Development of the Indigenous Peoples of the Arctic Siberia (the Altay Region, the Zabaikailsky Region, Republic of Buryatia, Russia) // Life Science Journal. — 2014. — Т. 11, № 9. — С. 314—319.
- Koptseva N. P., Kirko V. I. Modeling of the basic processes and traditional way of life of indigenous peoples of Krasnoyarsk Region (Eastern Siberia) // Life Science Journal. — 2014. — Т. 10, № 11. — С. 489—494. — ISSN 1097-8135.
- Koptzeva N.P., Reznikova K. V. Three painting by Albert-Charles Lebourg and philosophical foundations of impressionism of the last third of the XIX // Sententia. European Journal of Humanities and Social Sciences. — 2014. — № 1. — С. 78—90. — ISSN 1339-3057. — doi:10.7256/1339-3057.2014.1.10942.
- Koptseva N. P. Indigenous peoples of Northern Siberia (Krasnoyarsk Krai, Russia): current problems // Ayer. — Marcial Pons, 2014. — № 1. — С. 55—74. — ISSN 1134-2277. Архивировано 4 марта 2016 года.
- Koptseva N. P., Kirko V. I. Algunos conceptos de la filosofía rusa de finales del siglo XIX – primer tercio del siglo XX, que revelan formas específicas de las dentidades colectivas // Revista de Filosofia. — Universidad del Zulia[исп.], 2014. — Т. 76, № 1. — С. 7—31. — ISSN 0798-1171.
- Koptzeva N. P., Reznikova K. V. Three paintings by Zdzisław Beksiński: making art possible “After Auschwitz” = Три картины Здислава Бексински: как возможно искусство «после Освенцима» // Journal of Siberian Federal University. Humanities & Social Sciences. — 2015. — Т. 8, № 5. — P. 879-900.
- Koptzeva N. P. Modern university management strategies: global risks and local solutions // Ciencia e Tecnica Vitivinicola. — 2015. — Т. 30, № 1. — С. 117—126. — ISSN 0254-0223.
- Koptseva N. P., Zamaraeva Y. S., Kirko V. I. Ethnic migration in Central Siberia (Krasnoyarsk Territory) // Mitteilungen Klosterneuburg. — Höhere Bundeslehranstalt und Bundesamt für Wein- und Obstbau, 2015. — Т. 65, № 2. — С. 2—20. — ISSN 0007-5922.
- Koptseva N. P., Kirko V. I. The Impact of Global Transformations on the Processes of Regional and Ethnic Identity of Indigenous Peoples Siberian Arctic // Mediterranean Journal of Social Sciences. — 2015. — Т. 6, № 3. — С. 217—223. — ISBN 2039-2117. — ISSN 039-9340. — doi:10.5901/mjss.2015.v6n3s5p217.
- Koptseva N. P., Liia M., Kirko V. I. The Concept of “Communication” in Contemporary Research = Понятие «коммуникация» в современных научных исследованиях // Journal of Siberian Federal University. Humanities & Social Sciences. — 2015. — Т. 8, № 8. — P. 1560-1568. — doi:10.17516/1997-1370-2015-8-8-1560-1568.
- Koptzeva N. P., Reznikova K. V. Modern War as a Cultural Phenomenon. Causes of War. Results of the Associative Experiment with “Modern War” Associate (Based on Research Carried Out in the Student Groups of Siberian Federal University) = Современная война как культурный феномен. Причины войны. Результаты ассоциативного эксперимента с ассоциатом «современная война» (на материале исследований в студенческих группах Сибирского федерального университета) // Journal of Siberian Federal University. Humanities & Social Sciences. — 2015. — Т. 8, № 8. — P. 1591-1610. — doi:10.17516/1997-1370-2015-8-8-1591-1610.
- Koptseva N. P., Luzan V. S., Razumovskaya V. A., Kirko V. I. The Content Analysis of the Russian Federal and Regional Basic Legislation on the Cultural Policy // International Journal for the Semiotics of Law — Revue internationale de Sémiotique juridique. — 2016. — P. 1-28. — ISSN 1572-8722. — doi:10.1007/s11196-016-9479-4.
- Koptseva N. P. “The Chinese Dream” Through the Mirror of Modern Social Research = «Китайская мечта» в зеркале современных социальных исследований // Journal of Siberian Federal University. Humanities & Social Sciences. — 2016. — Т. 9, № 2. — P. 374—393.
- Koptseva N. P., Reznikova K. V., Kirko V. I. The Political Struggle for Evenkia's “Special Status” Within Krasnoyarsk Krai (Central Siberia) // Asian Politics & Policy[англ.]. — 2017. — Vol. 9, № 1. — P. 99–121. — doi:10.1111/aspp.12299.
- Koptseva N. P., Reznikova K. V. The Cultural Aspects of Advertising Communications in Modern China // East Asia: An International Quarterly. — 2018. — P. 1–21. — ISSN 1874-6284.

### Аналитические доклады
- Ефимов В. С., Копцева Н. П., Мажаров В. Ф., Шишацкий Н. Г., Брюханова Е. А., Бутенко А. В., Горный Б. Э., Иванова Л. В., Лаптева А. В. Человеческий капитал Красноярского края: Форсайт-исследование – 2030 / Аналитический доклад; под ред. В. С. Ефимова. — Красноярск: Сибирский федеральный университет, 2010. — 126 с. — ISBN 978-5-7638-1916-8.

### Тезисы научных конференций
- Копцева Н. П. Лингвистический аспект системы гуманитарного (художественного) образования / Копцева Н. П. // Международная научно-практическая конференция «Образование и наука в третьем тысячелетии». — Барнаул, Россия, 2002.
- Копцева Н. П. Идеалообразование в процессе художественного образования как процесс формирования толерантного мышления / Копцева Н. П. // Четвёртая международная научно-практическая конференция «Реальность этноса. Образование и проблемы межэтнической коммуникации». — Санкт-Петербург, Россия, 2002.
- Копцева Н. П. Этносоциальная целостность как фактор современной российской культуры / Копцева Н. П. // Пятая международная научно-практическая конференция «Реальность этноса: этнонациональные аспекты модернизации образования». — Санкт-Петербург, Россия, 2003.

## Публицистика
- Путин предлагает конкретные меры по совершенствованию каждой из ветвей власти // Заседание № 2(21) — «Демократия и качество государства: обсуждение статьи В. В. Путина» Экспертный клуб «Комитет развития», 23.02.2012 г.
- В Сибири есть простор, где человек может себя проявить // Экспертный клуб «Комитет развития», № 4 (15), 10.10.2011
- Блиц-опрос № 2 (август 2011 г.) — «Повестка на II полугодие 2011 г.» // Экспертный клуб «Комитет развития», 24.08.2011 г.
- Новые уроки конкурса стипендий Оксфордского российского фонда //Новая университетская жизнь. 12. 02. 2009
- Сибирский проект России: как творятся новые смыслы (недоступная ссылка) // Наш Красноярский край, 5.09. 2011
- Копцева Н. П., Пименова Н. Н. Как коренные народы Севера проявляют себя в качестве гражданского общества // Наш Красноярский край, 20.06.2011
- В вихре улиц // Наш красноярский край, 07.02.2012
- Приоритет развитию человеческого капитала // Экспертный клуб "Комитет развития", 01. 12. 2012 г.

## Награды
- В 2008 году награждена ценным подарком Губернатора Красноярского края[10].
- 14 января 2010 года стала Лауреатом профессорской премии Главы г. Красноярска по итогам 2009 г.[39]
- Награждена Почётной грамотой Министерства образования и науки РФ[10].
- «Почётный работник высшего профессионального образования РФ»[6].

## Семья
Отец — Пётр Александрович Деменьшин.
Мать — Лариса Ивановна Деменьшина.
Сестра — Елена.
Брат — Иван.
Замужем, 2 детей: дочери Мария и Анна.
Муж — Владимир Игоревич Кирко, доктор физико-математических наук, профессор, директор НТЦ инновационных технологий Сибирского федерального университета.

## Увлечения
Садовое цветоводство.